# Zaglinki
Zaglinki (ukr. Глиня́нка, pol. hist. Glinianka) – wieś w rejonie kowelskim obwodu wołyńskiego, położona na południowy wschód od Lubomla. W 2001 roku wieś liczyła 227 mieszkańców. W 1933 roku wieś liczyła 109 gospodarstw. Wieś należała do gminy Olesk, powiat włodzimierski.
Do 2020 w rejonie lubomelskim.